# Andreu Sevilla
Andreu Sevilla, nom de ploma de Joan Andreu Sevilla Collado (Casas de Benítez, 1963), és un professor i escriptor d'Alcàsser en català.
Es llicenciat en filologia a la Universitat de València i ha publicat narrativa i poesia. El 2010 va autoeditar la novel·la La penombra de la coloma que l'any següent va ser guardonada amb el Premi de la Crítica dels Escriptors Valencians. Van seguir la novel·la Camins de dulcarama el 2012 i el recull de contes Abans de callar totes dues obres publicades en la forma d'autoedició. L'any 2022 va rebre el Premi Lletraferit per la seva tercera novel·la Els inútils

## Obres
- 2010 La penombra de la coloma
- 2012 Camins de dulcamara
- 2015 Abans de callar
- 2018 El río (poemas)
- 2022 Els inútils
- 2022 Los días oscuros (poemas)
- 2024 Cadires buides (poemes)

## Premis i distincions
- 2011 Premi de la Crítica dels Escriptors Valencians per La penombra de la coloma
- 2022 Premi Lletraferit per Els inútils